# Jagdgeschwader 231
Das Jagdgeschwader 231 war ein Verband der Luftwaffe der Wehrmacht vor dem Zweiten Weltkrieg.

## Geschichte
Der Geschwaderstab des Jagdgeschwaders 231 bildete sich am 7. November 1938 in Bernburg. Die I. Gruppe war die umbenannte I. Gruppe des Jagdgeschwaders 137 und ebenfalls in Bernburg (Lage) beheimatet. Die II. Gruppe in Zerbst (Lage) war die ehemalige II. Gruppe des Jagdgeschwaders 137. Das Geschwader war mit der Messerschmitt Bf 109 in den Varianten D und E ausgestattet.
Am 1. November 1938 firmierten, nach dem neuen Benennungsschema der Luftwaffe, der Geschwaderstab, die I. und die II. Gruppe in den Geschwaderstab, die I. und die II. Gruppe des Jagdgeschwaders 3 um. Damit hatte das Geschwader aufgehört zu bestehen.

## Kommandeure

### Geschwaderkommodore
| Dienstgrad     | Name           | Zeit                             |
| -------------- | -------------- | -------------------------------- |
| Oberstleutnant | Max-Josef Ibel | 7. November 1938 bis 1. Mai 1939 |

### Gruppenkommandeure
I. Gruppe
- Hauptmann Johannes Gentzen, 7. November 1938 bis 1. Mai 1939[7]

II. Gruppe
- Major Otto Heinrich von Houwald, 7. November 1938 bis 1. Mai 1939[8]

## Bekannte Geschwaderangehörige
- Max-Josef Ibel (1896–1981), war von 1957 bis 1961, als Brigadegeneral der Luftwaffe der Bundeswehr, Kommandeur der 1. Luftverteidigungs-Division